# Forum de la Paix
Pour les articles homonymes, voir Temple de la Paix.
Le forum de la Paix (latin : forum pacis) aussi appelé forum de Vespasien ou temple de la Paix (latin : aedes pacis ou templum pacis), est le troisième, dans l'ordre de leur apparition, des forums impériaux. Le qualificatif de Paix fait référence à la paix retrouvée en 69 à Rome après deux ans de guerre civile, et en 70 à Jérusalem après la victoire de Rome dans sa première guerre contre les Juifs. Et c'est à la suite de ces événements que Vespasien (r. 69-79) a fait construire ce forum, entre 71 et 75, en choisissant de le vouer à la Paix.
Il ne reste que peu de vestiges du forum, dont une des particularités était de présenter le temple de la Paix non pas au centre de la place, mais dans l'alignement du portique est. 

## Généralités
Il s'agit du troisième des forums impériaux, après celui de César et celui d'Auguste  —  Tibère, Claude et Néron, les prédécesseurs de Vespasien, n'ayant pas bâti de telles places. La construction de Vespasien, entreprise de 71 à 75, marque donc le retour à la création à Rome de ces espaces où les citoyens pouvaient se réunir pour leurs activités tant publiques que privées.

### Emplacement
On connaît l'emplacement exact de ce forum  dans la Rome moderne, il se situe dans l'espace entre la via Cavour et le Colisée, dans le rione de Monti. Il a été construit au nord-est du forum romain et à l'est du forum de Nerva, à l'emplacement de l'ancien macellum couvert incendié en 64 (qui se trouvait derrière la basilique émilienne) et resté libre de toute construction.

### Fonction
Vespasien place ce forum sous le signe de la Paix, et non pas d'une divinité dynastique. Dans les faits, cette paix est double : d'une part, la fin des guerres civiles qui ont bouleversé Rome et une bonne partie de l'Italie en 68 et 69, après la mort de Néron ; d'autre part, la fin de la Première guerre judéo-romaine, en 70. Vespasien décide donc de placer son règne non pas sous la protection d'une divinité mais sous celle de la Paix, que l'Empire avait retrouvée presque miraculeusement,.

### Ruines
Il reste essentiellement une partie du portique à l'angle sud-ouest de la cour, ainsi que la partie du temple qui recevait la statue de la Paix. On peut voir là des restes de pavement

## Description
Il s'agit d'un ensemble monumental — dont il ne reste aujourd'hui que de rares vestiges — de 145 m sur une centaine de mètres, agrémenté d'un vaste péristyle (seul le mur ouest, où se trouvait l'entrée, était seulement décoré par une série de colonnes dégagées en avant du mur. La place (si l'on inclut les portiques) est plus large que profonde, ce qui était une innovation. Les colonnes du portique étaient en granit rouge, tandis que le sol de la cour était recouvert de marbres de couleur. La place était aménagée, semble-t-il, en jardin.

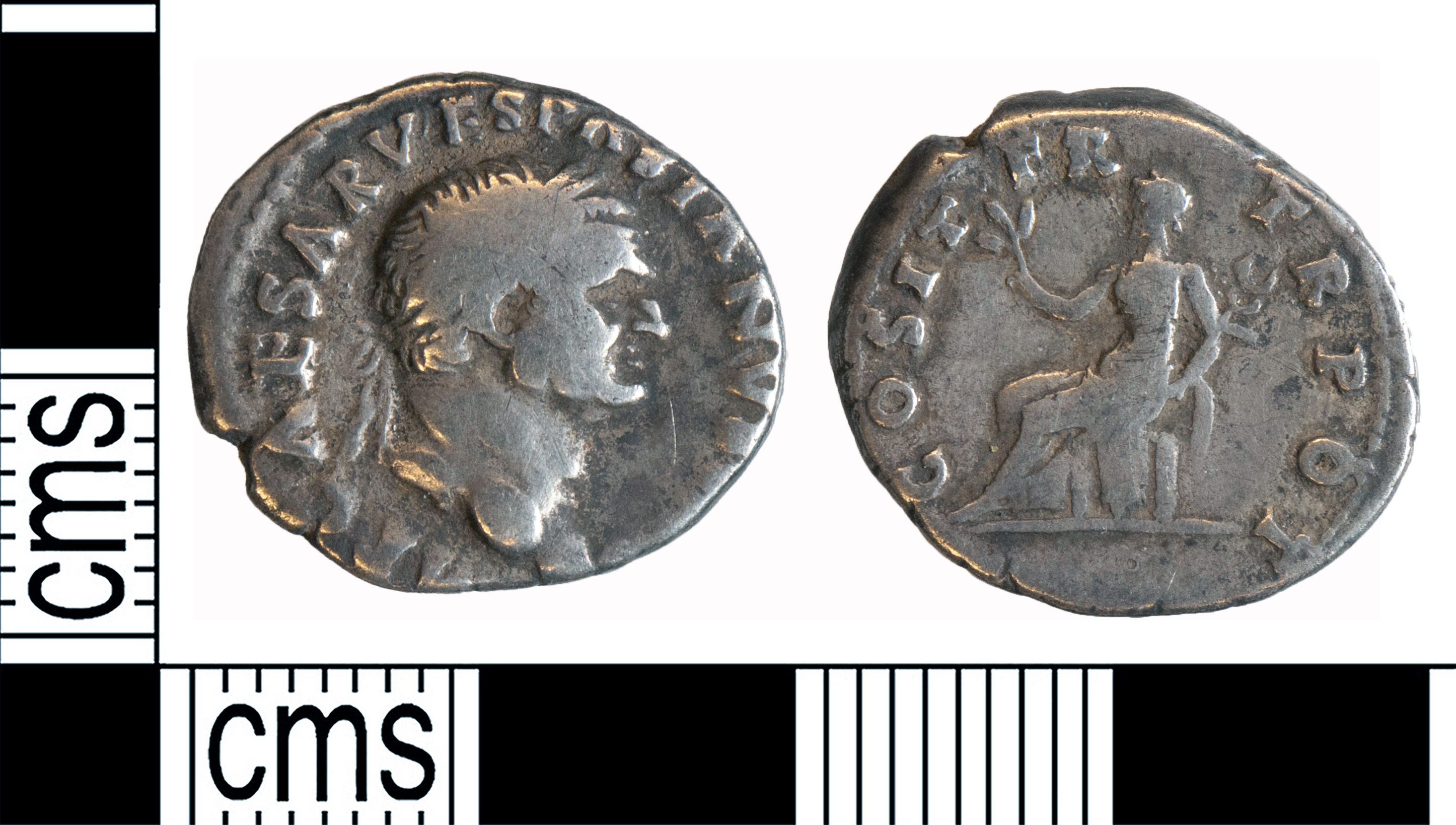
Pièce émise déjà en 70: à gauche, Vespasien; à droite, la Paix assise, avec une branche dans sa main droite et un caducée dans la gauche. Diamètre 19 mm.

En outre, le temple n'était pas, comme c'était l'habitude, placé au centre du forum, surélevé et entouré de colonnes; ici, les six colonnes de la façade du temple étaient incorporées au portique est, dont elles se démarquaient simplement par leur hauteur et le fronton qui les surmontait. Le temple lui-même était une salle terminée par une abside, et il se présentait donc, par rapport au portique, un peu comme une exèdre — P. Grimal relève d'ailleurs qu'il s'agissait plutôt d'une chapelle que d'un temple. À l'intérieur se trouvaient une statue de la Paix, ainsi que les trophées ramenés de Jérusalem par Titus, lors de la prise du Second Temple de Jérusalem. Figuraient en particulier le chandelier à sept branches en or, les Tables de la Loi et des clairons en argent, à côté de nombreuses autres œuvres d'art ,. Des pièces commémoratives émises en 75-76 offrent une représentation de la Paix assise, tenant une palme dans sa main droite.
Le long de ce portique avec l'entrée du temple se trouvait la bibliothèque du forum de la Paix (tabularium) qui contenait les archives de la préfecture urbaine, les plans cadastraux et une série de documents concernant les travaux édilitaires réalisés notamment sous Vespasien puis Septime Sévère ainsi qu'un très grand nombre des ouvrages du médecin Galien. En fait, il s'agissait de deux grandes salles, placées de part et d'autre du temple, qui abritaient pour l'une des ouvrages en grec et pour l'autre en latin.

### Forma urbis
Sur un des murs extérieurs de la bibliothèque se trouvait la célèbre Forma Urbis Romae (plan cadastral en marbre de Rome), nouvelle édition, commandée par Vespasien, et mise à jour du plan d'Agrippa, exécutée en 73.
En 192, un incendie dévaste le temple de la Paix: le plan en marbre est détruit, et une bonne partie des ouvrages de Galien sont perdus. Le temple est cependant relevé par Septime Sévère, à un moment situé entre 203 et 211. Il réédite une carte en marbre, au 1/240, constituée de 151 plaques rectangulaires disposées sur onze rangées, et mesurant 18 m sur 13 m.
| Plan des forums impériaux |
| --- |
| \| Porticus · Curva Porticus Purpuretica Secretarium · Senatus Forma Urbis Temple de la · Ville Sacrée Bibliothèque Vicus Cuprius Arc de · Trajan Arc de · Drusus Arc de · Germanicus Porticus · Absidata Quadrige Statue équestre Forum de Trajan Marchés de Trajan Bibliothèque Colonne · trajane Basilique · Ulpia Basilique · Argentaria Temple · de Mars · vengeur Temple de · Minerve Temple · de la Paix Forum de César Temple de · Vénus · Genitrix Atrium · Libertatis Statue équestre Forum Romanum Curie · Julia Basilique · Aemilia Subure Argilète Forum · de Nerva Forum · d'Auguste Forum · de la Paix \| |
| Porticus · Curva Porticus Purpuretica Secretarium · Senatus Forma Urbis Temple de la · Ville Sacrée Bibliothèque Vicus Cuprius Arc de · Trajan Arc de · Drusus Arc de · Germanicus Porticus · Absidata Quadrige Statue équestre Forum de Trajan Marchés de Trajan Bibliothèque Colonne · trajane Basilique · Ulpia Basilique · Argentaria Temple · de Mars · vengeur Temple de · Minerve Temple · de la Paix Forum de César Temple de · Vénus · Genitrix Atrium · Libertatis Statue équestre Forum Romanum Curie · Julia Basilique · Aemilia Subure Argilète Forum · de Nerva Forum · d'Auguste Forum · de la Paix       |

## Le temple de la Paix chez les écrivains romains
Parlant des « merveilles de notre Ville », Pline l'Ancien (m. en 79) demande : « (...) ne mettrons-nous pas au nombre des monuments magnifiques (...) le temple de la Paix de l'empereur Vespasien Auguste (...) ? ». Et de préciser qu'il fait partie des  « plus beaux ouvrages que l'univers ait jamais vus. »

L'historien Flavius Josèphe (m. vers 100, d'expression grecque ) écrit, lui, à propos de la cérémonie du triomphe qui a suivi la fin de la guerre civile et de la guerre contre les Juifs: « (...) la ville de Rome fêtait à la fois en ce jour la victoire remportée dans [la campagne contre les Juifs] la fin des malheurs civils et ses espérances pour un avenir de félicité. » Et il ajoute :

« Après ce triomphe et le solide affermissement de l'Empire romain, Vespasien résolut de bâtir le temple de la Paix; il fut achevé en très peu de temps et avec une splendeur qui passait toute imagination. Le prince sut, en effet, faire emploi de ses prodigieuses richesses et il l'embellit encore par d'anciens chefs-d'œuvre de peinture et de sculpture. Il transporta et exposa dans ce temple toutes les merveilles que les hommes avant lui devaient aller chercher dans divers pays, au prix de longs voyages. Il y consacra les vases d'or provenant du temple des Juifs, butin dont il était particulièrement lié. Quant à la loi des Juifs et aux voiles de pourpre du sanctuaire, ils furent, par son ordre, déposés et gardés dans le palais. »

 Quant à Hérodien (m. vers 250 aussi d'expression grecque), il rapporte l'incendie du temple de la Paix de 192. Mais il  il relève tout d'abord qu'on avait là « le plus grand et le plus bel édifice de Rome (...), le plus riche et le plus somptueux de tous, par la multitude d'offrandes d'or et d'argent que la piété des citoyens déposait dans cet asile sûr et sacré : chacun y apportait ce qu'il possédait de plus précieux. » Et pourtant, poursuit Hérodien, « [il] fut soudain dévoré par les flammes, soit que le tonnerre l'eût embrasé pendant la nuit, soit que des feux souterrains fussent sortis du sol ébranlé. (...) [Et] en une seule nuit le feu réduisit à la pauvreté une foule de familles opulentes ; chacun eut à pleurer et le malheur public et son infortune particulière. » Un événement qui échappait aux lois de la nature et qui était de mauvais augure, note-t-il : « (...) cette calamité fut (...) regardée comme surnaturelle : chacun était persuadé que la volonté seule des dieux avait allumé et éteint cet incendie. Quelques-uns même voyaient dans la ruine du temple de la Paix le présage certain d'une guerre. Et l'événement (comme nous le verrons dans la suite) ne confirma que trop cette crainte. »

## Évolution du site
En 526, le pape Félix iV transforme la bibliothèque du côté sud-est en église, qui deviendra la basilique des Saints Cosme et Damien. Il s'agit là d'une des premières réaffectations de bâtiment public au culte chrétien. 

## Galerie

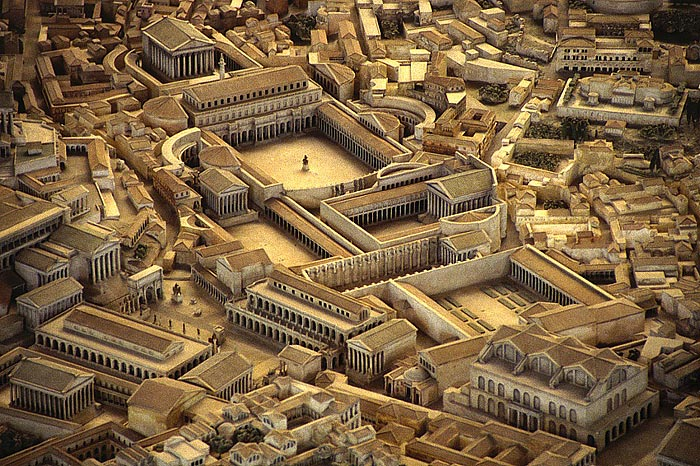
Forums impériaux. À droite, forum de la Paix (cour avec motifs rectangulaires), fermé, à l'est, par le temple de la Paix et les bibliothèques.
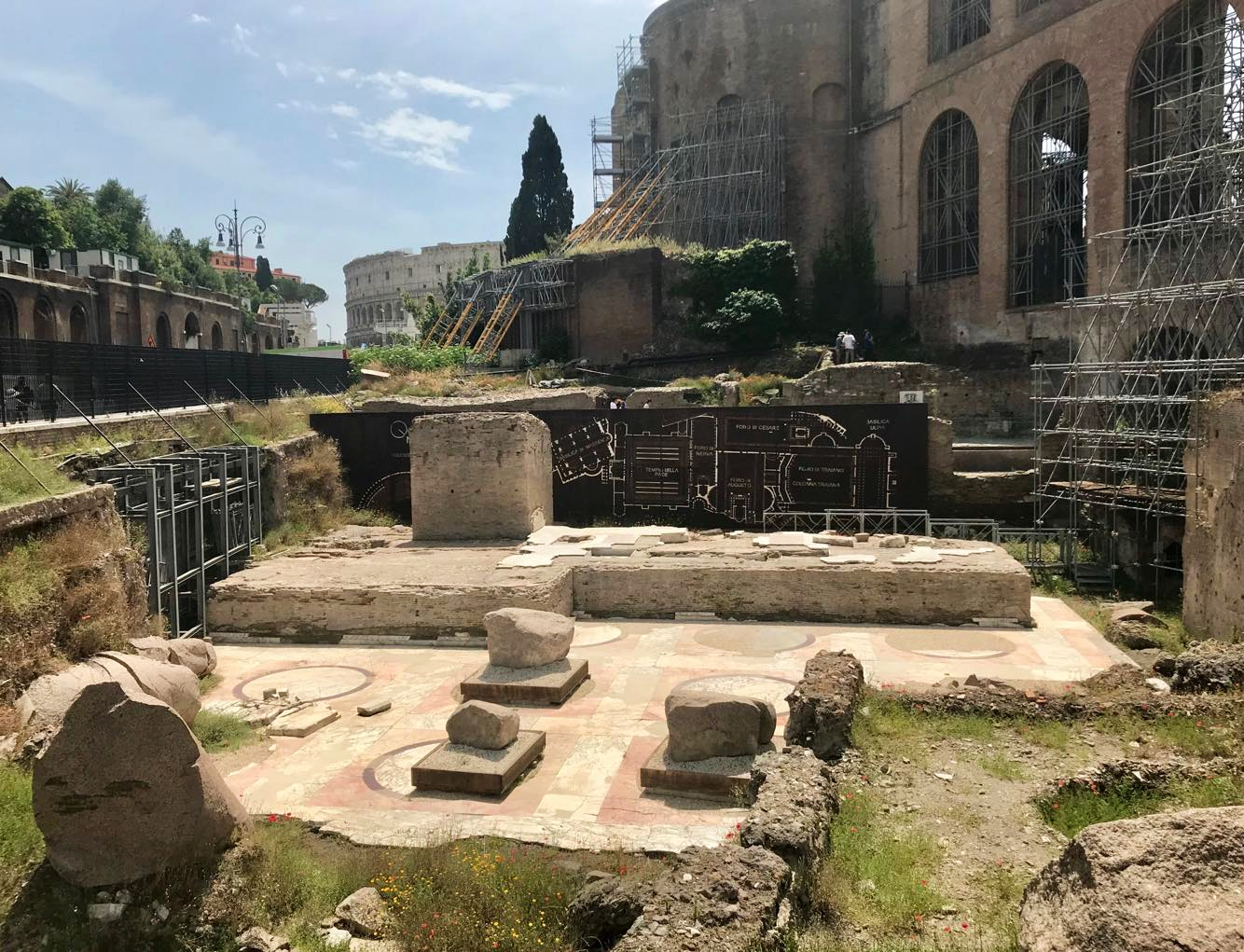
La partie du temple qui recevait la statue de la Paix.
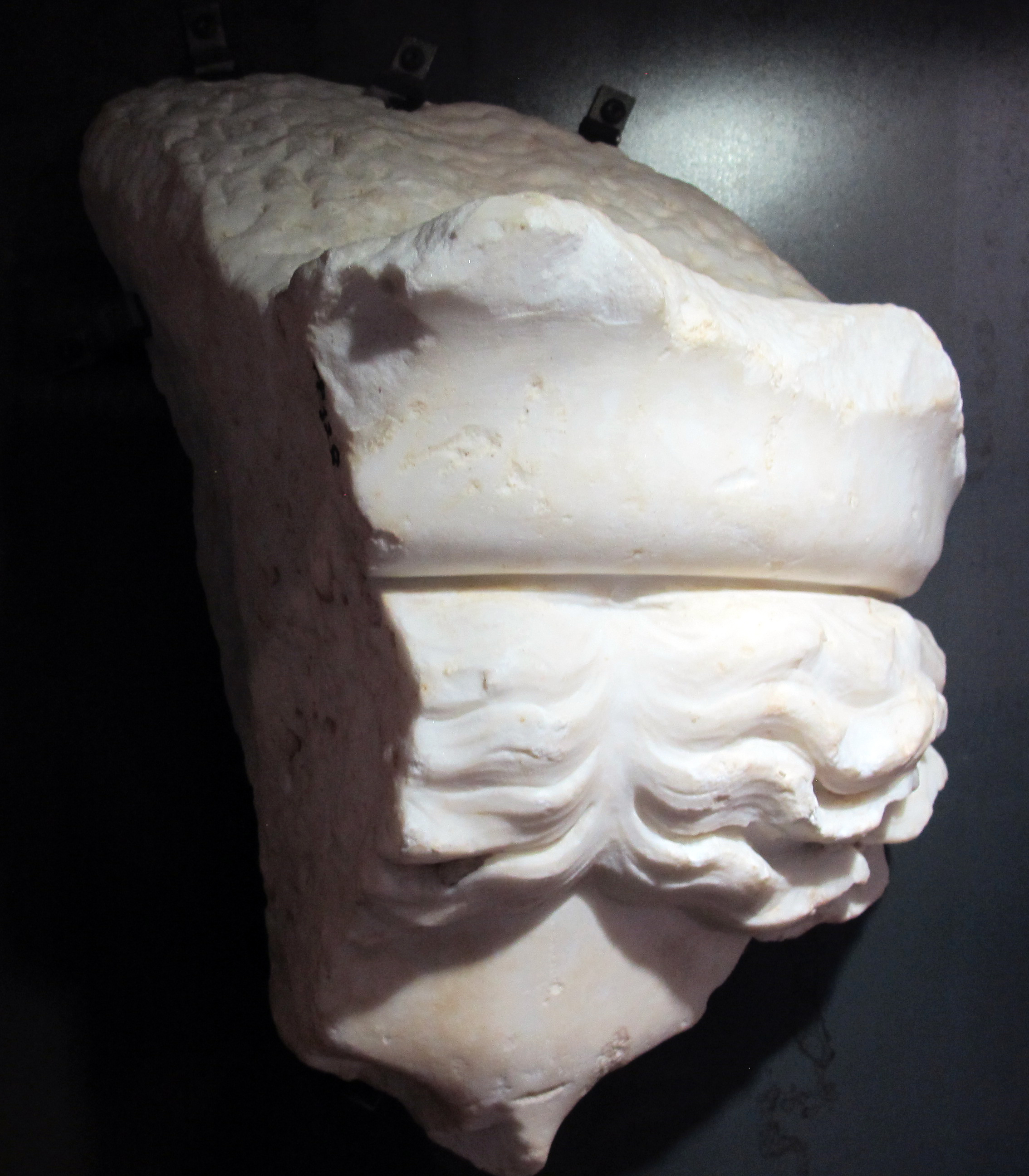
Fragment de la statue de la Paix qui était dans le temple.
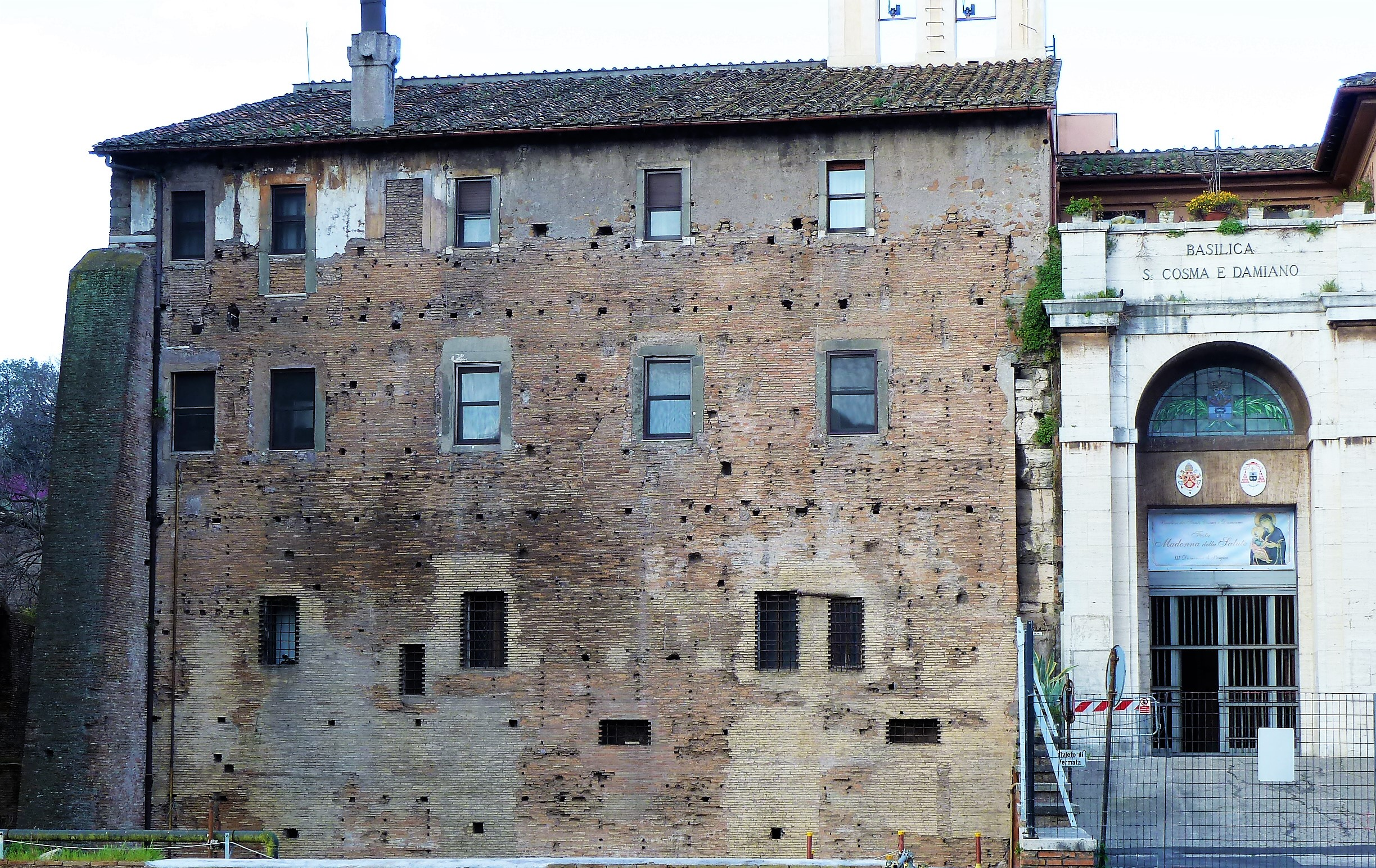
À gauche de l'entrée, le mur qui portait la Forma Urbis, avec les trous qui servaient à la tenir.

## Autres édifices de la paix
- Temple de la paix de Poseidon à Paestum, en Italie (construit vers la fin du IIe siècle avant notre ére).
- Temple de la paix sur le Forum de la paix ou Forum de Vespasien, à Rome (construit au Ier siècle, de 71 à 75).
- Temple de la paix de Thurburbo Majus, en Tunisie (construit au IIe siècle, après 128).
- Sanctuaire de la paix de l'abbaye de Souvigny, en France (abbaye construite au Xe siècle, sanctuaire dédicacé en 2017).
- Temple de la paix de l'église évangélique méthodiste de Munster, en Alsace-France (construit au XIXe siècle, de 1898 à 1902).
- Temple de la paix universelle ou Temple de Puning à Chengde, en Chine (construit au XVIIIe siècle, en 1755).
- Palais de la paix à La Haye, en Hollande (construit au XXe siècle, de 1907 à 1913).
- Palais des Nations de Genève, en Suisse (construit au XXe siècle).
- Temple pour la paix au monastère de Vajradhara-ling, Orne-Normandie, en France (construit au XXe siècle, inauguré en 1982).
- Shanti Stupa ou Pagode de la paix (Pokhara), en Inde (construite au XXe siècle, en 1980, inaugurée en 1985).
- Centre mondial de la paix, des libertés et des Droits de l'Homme, à Verdun, en France (construit au XXe siècle, créé en 1990, inauguré en 1994).
- Pagode de la paix de Vienne, en Autriche (construite au XXe siècle).
- Palais de la paix et de la réconciliation à Astana au Kazakhstan (construit au XXe siècle, en 2006).
- Palais de la paix à Phnom Penh, au Cambodge (construit au XXIe siècle, inauguré en 2018).